# Лукьянов, Виктор Андреевич
Виктор Андреевич Лукьянов (1932—1991) — советский военно-промышленный деятель и инженер, специалист в области испытаний наземного оборудования ракетных комплексов, генерал-майор (1983). Лауреат Государственной премии СССР (1991, посмертно).

## Биография
Родился 21 июля 1932 года в селе Хреново, Воронежской области в крестьянской семье.
С 1949 по 1953 год обучался в Томском
политехническом институте имени С. М. Кирова, и в 1953 году был переведён для дальнейшего обучения на факультет реактивного вооружения Военной артиллерийской инженерной академии имени Ф. Э. Дзержинского, которую окончил в 1954 году получив специализацию инженер-механика. С 1954 года служил в системе военного представительства Министерства обороны СССР. С 1954 по 1957 год — помощник военного представителя на Новокраматорском машиностроительном заводе. С 1957 по 1960 год — военный представитель Харьковского завода транспортного машиностроения, участвовал в изготовлении, испытаниях и принятии на вооружение танковых мостоукладчиков.
С 1960 по 1991 год на научно-исследовательской работе в центральном аппарате Главного управления ракетного вооружения МО СССР в должностях: старший офицер отдела, заместитель начальника и начальник отдела, заместитель
начальника и начальник Управления испытаний наземного оборудования ракетных комплексов. В. А. Лукьянов курировал вопросы связанные с заказами Министерства обороны СССР для специализированных оборонных предприятий на опытно-конструкторские работы по производству стартовых ракетных комплексов.
В 1991 году Постановлением ЦК КПСС и СМ СССР «За разработку и внедрение в серийное производство высокоэнергетических крупногабаритных маршевых твердотопливных двигательных установок» В. А. Лукьянов «посмертно» был удостоен
Государственной премии СССР.
Скончался 3 февраля 1991 года в Москве, похоронен на Троекуровском кладбище.

## Награды
- Орден Красного Знамени (1983)
- Орден «За службу Родине в Вооружённых Силах СССР» 3-й степени (1975)
- Медаль «За боевые заслуги»

### Премии
- Государственная премия СССР (1991, посмертно)[1][2][3]